# Tengeripérfélék
A tengeripérfélék (Mugilidae) a csontos halak (Osteichthyes) főosztályának sugarasúszójú halak (Actinopterygii) osztályába és a tengeripérhal-alakúak (Mugiliformes) rendjébe tartozó egyetlen család.

## Rendszerezés
A családba az alábbi 16 nem és 76 faj tartozik.
- Agonostomus (Bennett, 1832) – 3 faj
  - Agonostomus catalai
  - Agonostomus monticola
  - Agonostomus telfairii

- Aldrichetta (Whitley, 1945) – 1 faj
  - Aldrichetta forsteri

- Cestraeus (Valenciennes in Cuvier & Valenciennes, 1836) – 3 faj
  - Cestraeus goldiei
  - Cestraeus oxyrhyncus
  - Cestraeus plicatilis

- Chaenomugil (Gill, 1863) – 1 faj
  - Chaenomugil proboscideus

- Chelon (Artedi in Röse, 1793) – 4 faj
  - Chelon bispinosus
  - Chelon dussumieri
  - Szürke tengeri pérhal (Chelon labrosus)
  - Chelon macrolepis

- Crenimugil (Schultz, 1946) – 2 faj
  - Crenimugil crenilabis
  - Crenimugil heterocheilos

- Joturus (Poey, 1860) – 1 faj
  - Joturus pichardi

- Liza (Jordan & Swain, 1884) – 26 faj
  - Liza abu
  - Liza affinis
  - Liza alata
  - Liza argentea
  - Liza aurata
  - Liza carinata
  - Liza dumerili
  - Liza falcipinnis
  - Liza grandisquamis
  - Liza haematocheilus
  - Liza klunzingeri
  - Liza lauvergnii
  - Liza luciae
  - Liza mandapamensis
  - Liza melinoptera
  - Liza parsia
  - Liza persicus
  - Liza planiceps
  - Liza ramado
  - Liza ramsayi
  - Liza richardsonii
  - Liza saliens
  - Liza subviridis
  - Liza tade
  - Liza tricuspidens
  - Liza vaigiensis

- Mugil (Linnaeus, 1758) – 15 faj
  - Mugil bananensis
  - Mugil broussonnetii
  - Mugil capurrii
  - Nagyfejű tengeri pér (Mugil cephalus)
  - Mugil curema
  - Mugil curvidens
  - Mugil gaimardianus
  - Mugil galapagensis
  - Mugil gyrans
  - Mugil hospes
  - Mugil incilis
  - Mugil liza
  - Mugil setosus
  - Mugil thoburni
  - Mugil trichodon

- Myxus (Günther, 1861) – 3 faj
  - Myxus capensis
  - Myxus elongatus
  - Myxus petardi

- Neomyxus (Steindachner, 1878) – 1 faj
  - Neomyxus leuciscus

- Oedalechilus (Fowler, 1903) – 2 faj
  - Oedalechilus labeo
  - Oedalechilus labiosus

- Paramugil (Ghasemzadeh, Ivantsoff & Aarn, 2004) – 2 faj
  - Paramugil georgii
  - Paramugil parmata

- Rhinomugil (Gill, 1863) – 2 faj
  - Rhinomugil corsula
  - Rhinomugil nasutus

- Sicamugil (Fowler, 1939) – 2 faj
  - Sicamugil cascasia
  - Sicamugil hamiltonii

- Valamugil  (Smith, 1948) – 8 faj
  - Valamugil buchanani
  - Valamugil cunnesius
  - Valamugil engeli
  - Valamugil formosae
  - Valamugil perusii
  - Valamugil robustus
  - Valamugil seheli
  - Valamugil speigleri